# Like a hurricane
Like a hurricane is een single van Neil Young. Het is afkomstig van zijn album American Stars 'N Bars, waarop hij door aandoeningen aan zijn stemwegen niet voluit kon gaan. Like a hurricane is daarop echter een uitzondering. Het nummer rockt consequent in een stevig tempo door, waarbij er door Young stevig op los gesoleerd wordt. Young werd weggeblazen door een schoonheid (I try to love you but I’m getting blown away), maar vond rust in haar ogen (There’s calm in your eye), een verwijzing naar hurricane waarin de wind om een stil “oog” heen draait. Er zijn twee versies, een relatief korte voor de single en een lange langspeelplaatversie.

## Geschiedenis
Het nummer ontstond op de achterbank van een DeSoto Suburban in La Honda in Californië, voor Young geen gekke plaats om een nummer te componeren; hij is “autogek”. Het nummer is zowel een lieveling van Young als van zijn fans, want het werd sindsdien steevast gespeeld tijdens concerten en dus ook op de diverse registraties daarvan. Dat het nummer zich leende voor een intieme setting bleek tijdens een Unplugged-concert voor MTV, waar hij zichzelf begeleidde op een harmonium ('traporgeltje').
Een hele rij collegae zongen het nummer ook: Theresa Andersson, Roxy Music, The Mission, Jay Farrar, Heather Nova, Placebo, Jeff Healey, Adam Sandler, Coal Porters, Randy Bachman & Burton Cummings, Widespread Panic en Jack Broadbent.

## Musici
- Neil Young – gitaar en zang
- Frank "Poncho" Sampedro – orgel en achtergrondzang
- Billy Talbot – basgitaar en achtergrondzang
- Ralph Molina – slagwerk en achtergrondzang

## Lijsten
Het nummer haalde de Nederlandse lijsten niet, maar was met onderbreking van twee jaar wel te horen in de Radio 2 Top 2000.

### NPO Radio 2 Top 2000
| Nummer met noteringen in de NPO Radio 2 Top 2000 | '00 | '01 | '02 | '03 | '04 | '05 | '06 | '07 | '08 | '09 | '10 | '11 | '12 | '13 | '14 | '15 | '16 | '17 | '18 | '19 | '20 | '21 | '22 | '23 | '24 |
| ------------------------------------------------ | --- | --- | --- | --- | --- | --- | --- | --- | --- | --- | --- | --- | --- | --- | --- | --- | --- | --- | --- | --- | --- | --- | --- | --- | --- |
| Like a Hurricane                                 | 98  | -   | 115 | 87  | 106 | 102 | 86  | 84  | 91  | 103 | 93  | 149 | 146 | 166 | 181 | 232 | 347 | 348 | 489 | 562 | 651 | 604 | 699 | 765 | 788 |

1. ↑  Een '-' betekent dat het nummer niet was genoteerd en een vetgedrukt getal geeft de hoogste notering aan.
2. ↑  2000 was het eerste jaar met een notering voor dit nummer.

### Tijdloze 100vanStudio Brussel
| De Tijdloze      | '87 | '88 | '90 | '91 | '92 | '93 | '94 | '95 | '96 | '97 | '98 | '99 | '00 | '01 | '02 | '03 | '04 | '05 | '06 | '07 | '08 | '09 | '10 | '11 | '12 | '13 | '14 | '15 |
| ---------------- | --- | --- | --- | --- | --- | --- | --- | --- | --- | --- | --- | --- | --- | --- | --- | --- | --- | --- | --- | --- | --- | --- | --- | --- | --- | --- | --- | --- |
| Like a hurricane | 79  | 44  | 37  | 23  | 41  | 15  | 12  | 13  | 12  | 18  | 25  | 34  | 32  | 44  | 36  | 43  | 54  | 58  | 51  | 36  | 40  | 36  | 63  | 27  | 31  | 20  | 37  | 42  |

## Covers
In 2025 bracht de Noorse band Mortemia een cover van het nummer uit, samen met zangeres Dianne van Giersbergen.